# Józef Robakiewicz
Józef Robakiewicz (ur. 4 marca 1956 w Łodzi) – polski piłkarz, występujący na pozycji bramkarza.
Wychowanek ŁKS-u Łódź, w barwach którego w latach 80. minionego stulecia rozegrał ponad 30 spotkań w ekstraklasie. Ponadto grał również w fińskim Mikkelin Palloilijat.
Został trenerem grup młodzieżowych w SMS-ie Łódź. W 2010 do spółki z Piotrem Grzelakiem, doprowadził juniorów młodszych klubu do mistrzostwa Polski.
Brat Ryszarda i Zbigniewa Robakiewiczów, wujek Pawła Golańskiego.